# Nhà máy sản xuất ô tô Hyundai Thành Công Việt Nam
Nhà máy sản xuất ô tô Hyundai Thành Công Việt Nam nằm tại Khu công nghiệp Gián Khẩu, tỉnh Ninh Bình. Nhà máy trực thuộc Tập đoàn Thành Công, hiện đang sản xuất, lắp ráp các dòng xe: Hyundai SantaFe, Elantra, Grand i10, Tucson, New Porter 150, Hyundai Ecoline B76 CNG.

## Quá trình hình thành
Năm 2007, Ninh Bình đã quan tâm, tạo điều kiện cho Tập đoàn Thành Công triển khai dự án xây dựng Nhà máy sản xuất, lắp ráp xe ô tô tải, xe bán tải, xe khách, xe bus và các loại xe chuyên dùng với tổng mức đầu tư đăng ký là 300 tỷ đồng. Ngày 30/3/2017, Tập đoàn Thành Công chính thức ký thoả thuận hợp tác cùng Tập đoàn Hyundai Hàn Quốc trong việc liên doanh, mở rộng sản xuất xe du lịch Hyundai tại Việt Nam. Theo đó, trong giai đoạn đầu, liên doanh Hyundai - Thành Công sẽ tiếp tục vận hành Nhà máy Hyundai Thành Công đặt tại Khu công nghiệp Gián Khẩu với công suất 60.000 chiếc/năm.
Nhà máy sản xuất ôtô Hyundai Thành Công được xây dựng trên khu đất rộng hơn 100 ha tại khu công nghiệp Gián Khẩu, huyện Gia Viễn, tỉnh Ninh Bình. Tháng 3/2011, nhà máy chính thức đi vào hoạt động với sản phẩm trọng điểm là xe du lịch. Nếu như năm 2017, sản lượng ô tô của Nhà máy đạt hơn 18.900 chiếc, doanh thu đạt 5.068 tỷ đồng, nộp ngân sách đạt 3.040 tỷ đồng thì đến năm 2018, doanh thu đạt 13.800 tỷ đồng, tương ứng với sản lượng cả năm đạt trên 55.000 chiếc, nộp ngân sách 7.600 tỷ đồng; sử dụng 3.900 lao động.
Công suất nhà máy năm 2018 đạt 70.000 xe/năm, hướng đến hiện thực hoá mục tiêu 200.000 xe/năm vào 2021. Chỉ tính trong 6 tháng đầu năm 2019, các nhà máy sản xuất và lắp ráp ô tô Thành Công tại Khu công nghiệp Gián Khẩu đã cho ra đời 33.000 xe ô tô các loại, tăng trên 60% so với cùng kỳ năm 2018, trong đó: Xe du lịch đạt 30.200 chiếc; xe tải, buýt, xe khách 2.800 chiếc. Tập đoàn cũng đã nộp thuế tại tỉnh Ninh Bình ước đạt 3.322 tỷ đồng. Nhà máy ô tô Thành Công đang giải quyết việc làm cho 3.400 lao động.

## Cơ sở hạ tầng
Với tổng vốn đầu tư 460 triệu USD, công suất hiện tại đạt 70.000 xe/năm, Nhà máy Hyundai Thành Công Ninh Bình là đơn vị sản xuất hiện đại nhất của hãng ôtô Hàn Quốc tại Việt Nam.

## Các dòng sản phẩm
Tập đoàn Thành Công cũng đã mua lại tài sản trên đất của nhà máy sản xuất đất hiếm Công ty cổ phần tập đoàn công nghệ Lacerama Việt Nam; Xí nghiệp gia công cơ khí, sản xuất cột điện và sửa chữa thiết bị điện Công ty Điện lực Ninh Bình; Công ty LifePro Việt Nam và Công ty Lux Fashion đã phá sản dừng sản xuất nhiều năm trong Khu công nghiệp Gián Khẩu để mở rộng, nâng cao năng lực sản xuất cho nhà máy xe du lịch và nhà máy sản xuất, lắp ráp xe tải, xe khách, xe buýt. Tập đoàn cũng đã quyết định đầu tư xây dựng nhà máy sản xuất, lắp ráp ô tô du lịch thứ 2 tại Khu công nghiệp Gián Khẩu mở rộng (50 ha); cùng với đó là xây dựng khu dịch vụ và nhà ở công nhân rộng 24 ha.
Nằm trong khuôn viên của tổ hợp sản xuất là Trung tâm nghiên cứu và phát triển (R&D), có diện tích hơn 5.000 m2. Đây là nơi nghiên cứu, phát triển các mẫu xe phù hợp nhu cầu và điều kiện giao thông tại Việt Nam, đồng thời đáp ứng yêu cầu bảo vệ môi trường.
Tỉnh Ninh Bình đã triển khai các dự án sản xuất các sản phẩm phụ trợ cho sản xuất và lắp ráp ô tô như: Nhà máy sản xuất cần gạt nước ô tô của Công ty TNHH ADM21 Việt Nam tại KCN Khánh Phú (năng lực sản xuất 20 triệu sản phẩm/năm); Nhà máy sản xuất phụ tùng ô tô của Công ty cổ phần Sejung tại Cụm công nghiệp Cầu Yên (công suất 570.500 sản phẩm/năm, chủ yếu là sản xuất ống xả, linh kiện ống xả, động cơ); Nhà máy sản xuất ghế ngồi ô tô tại KCN Phúc Sơn; Nhà máy sản xuất đinh ốc vít Chia Chen tại KCN Khánh Phú; Dự án sản xuất dây dẫn điện Memory tại KCN Phúc Sơn; sản xuất da, gioăng silicon cho công nghiệp ô tô tại KCN Khánh Phú.

## Dự án nhà máy số 2
Ngày 20/9/2020, Tập đoàn Thành Công và Hyundai Motor chính thức động thổ dự án đầu tư xây dựng nhà máy Hyundai Thành Công số 2 (HTMV 2) tại KCN Gián Khẩu, Gia Viễn, Ninh Bình. Dự án nhà máy HTMV 2 được xây dựng trên tổng diện tích 50ha của KCN Gián Khẩu, Gia Viễn, Ninh Bình với tổng vốn đầu tư 3.200 tỷ đồng.
Với công suất của Hyundai Thành Công số 2 theo thiết kế đạt 100.000 xe/năm sẽ nâng tổng công suất sản xuất và lắp ráp xe Hyundai tại Việt Nam lên 170.000 xe/năm. Nhà máy sẽ ứng dụng nền tảng hiện đại bậc nhất thế giới vào sản xuất, bảo đảm tiêu chuẩn khí thải khắt khe Euro 5.0 và Euro 6.0; đồng thời ưu tiên tối đa hoá sử dụng năng lượng xanh trong quy trình sản xuất tại nhà máy.